# 布拉戈達特涅 (巴文科伏區)
48°55′50″N 36°53′0″E / 48.93056°N 36.88333°E
布拉霍達特內（烏克蘭語：Благодатне）是位於烏克蘭東部的村莊，由哈爾科夫州伊久姆區的巴爾溫科韋市鎮負責管轄。該村始建於1923年，面積0.08平方公里，海拔高度105米，2001年人口88，人口密度每平方公里1,100人。